# Taikoo Dockyard

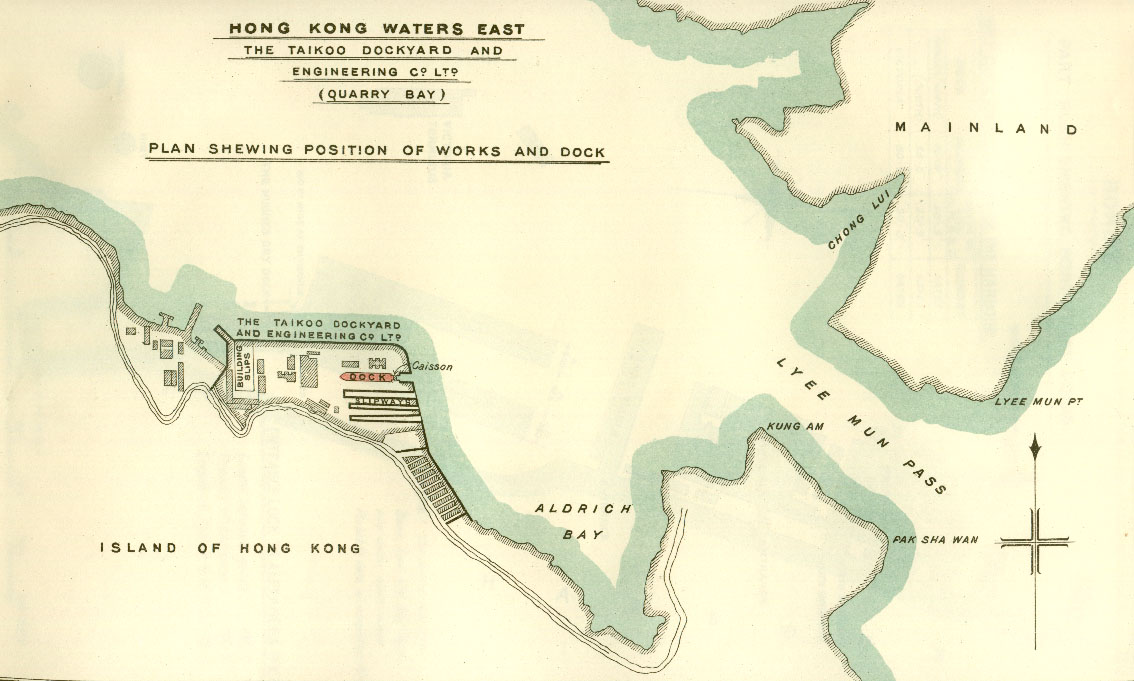
Une carte des années 1900 montrant Taikoo Dockyard

Taikoo Dockyard and Engineering Company (en chinois: 太古船塢) , était une entreprise de construction navale, dans ce qui est maintenant Taikoo Shing, MTR Tai Koo Station et une partie de Taikoo Place de Quarry Bay sur l'île de Hong Kong à Hong Kong.

## Histoire

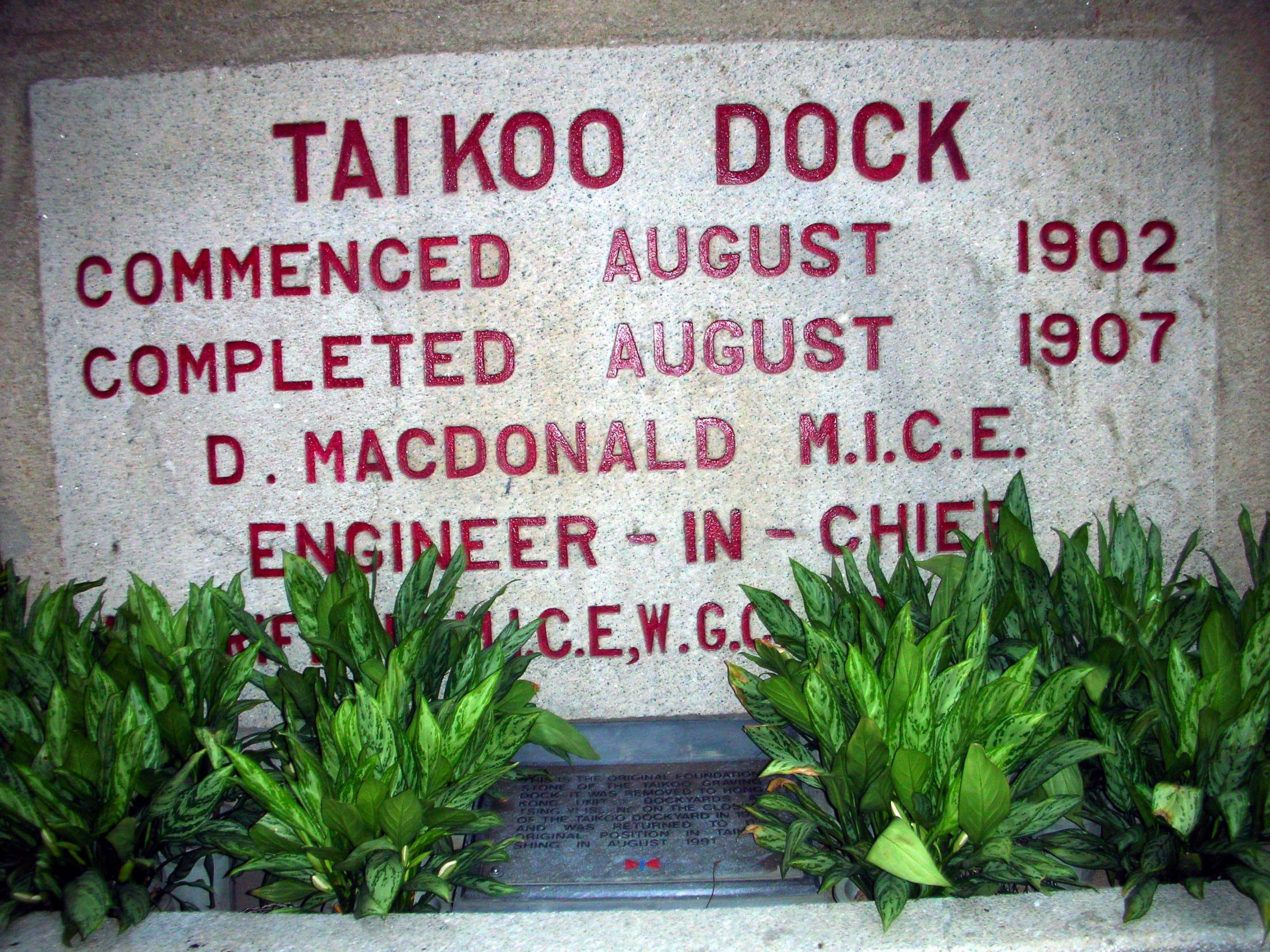
LA pierre de fondation de Taikoo Dockyard qui est maintenant dans Taikoo Shing

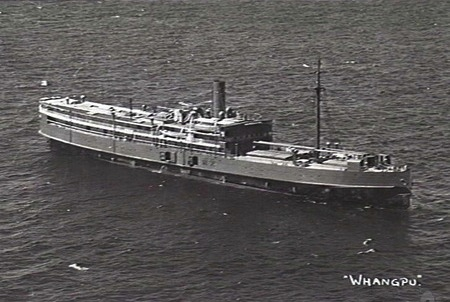
Taikoo Dockyard a construit le navire de rivière à vapeur SS ' pour la China Navigation Co en 1920

L'idée que John Swire and Sons devrait avoir son propre chantier naval à Hong Kong pour entretenir, réparer, adapter et construire des navires pour la China Navigation Company a été avancée pour la première fois lorsque la raffinerie de sucre a été établie à Quarry Bay et que les terrains excédentaires sont restés sur ce site. La suggestion a été faite à plusieurs reprises à la fin du XIXe siècle, mais John Samuel Swire s'y est opposé, la jugeant non rentable et trop éloignée de leurs intérêts habituels.
Cependant, le besoin d'installations de révision adéquates, fiables et facilement accessibles dans l'Est s'est accru et le chantier naval a finalement été créé en 1900-01 à Quarry Bay. Il a été enregistré en Grande-Bretagne, John Swire & Sons étant nommé London Managers, Butterfield & Swire Eastern Managers et Scotts Shipbuilding and Engineering Company en tant que conseillers experts.
Le premier navire de la CNCo a été construit en 1910, mais il a fallu 16 ans avant qu'il y ait un bénéfice sur le compte d'exploitation et 20 ans avant qu'un dividende ne soit déclaré. Le principal concurrent du chantier naval était la Hong Kong and Whampoa Dock Company, dont la nouvelle entreprise a dû faire face à une hostilité considérable pendant de nombreuses années jusqu'à ce qu'un accord de travail soit conclu entre eux en 1913.
À partir de la colonie de Hong Kong, la Whampoa Dockyard Company et la Taikoo Dockyard and Engineering Company ont joué un rôle crucial dans l'économie. Avec le Royaume-Uni, ces deux docks de Hong Kong ont construit les plus grands navires du monde à cette époque.
Parallèlement, la Chine disposait de plusieurs chantiers navals, tels que le Shanghai Dock and Engineering Company en 1906, le Tung Hwa Shipbuilding Works en 1910 et le Shanghai Dockyards Ltd en 1937, bien que les chantiers navals de Hong Kong aient toujours donné aux Britanniques une totale liberté en matière de construction navale.
Dans les années 1930, Shanghai a connu des temps difficiles à cause d'événements tels que la bataille de Shanghai lors de la seconde guerre sino-japonaise. Le chantier naval de Taikoo à Hong Kong a continué à gérer ses propres écoles de formation gouvernementales, qui ont été remplacées plus tard par le Collège technique de Hong Kong (Hong Kong's Technical College).
À la fin de la Seconde Guerre mondiale, d'autres pays ont finalement commencé à construire des navires plus grands que ceux de Hong Kong.
En 1940, la société britannique a procédé à une liquidation volontaire afin qu'une nouvelle société puisse être ouverte et enregistrée à Hong Kong. Le chantier naval a continué à s'étendre après la Seconde Guerre mondiale malgré les destructions causées par les Japonais lors de leur occupation en 1942-45.
Le groupe Swire a ensuite décidé d'utiliser le terrain pour développer un grand lotissement privé, Taikoo Shing. Fermée au début des années 1970, l'opération a ensuite fusionné avec le Whampoa Dockyard de Hutchison Whampoa pour former un Hong Kong United Dockyard sur la côte Ouest de l'île de Tsing Yi, sur la rive Ouest des nouveaux territoires.

## Sources
- (en) Cet article est partiellement ou en totalité issu de l’article de Wikipédia en anglais intitulé « Taikoo Dockyard » (voir la liste des auteurs).